# Urim en Tummim

Het wapen van de Yale-universiteit toont een opengeslagen boek met de Hebreeuwse woorden Urim en Tummim.

Urim en Tummim of Oerim en Toemiem (Hebreeuws: הָאוּרִים וְהַתֻּמִּים, ha-Urim veha-Tummim, "lichten en volkomenheden") waren volgens de Hebreeuwse Bijbel voorwerpen die zich bevonden in het borstschild op de efod van de hogepriester van de Israëlieten, waarmee een vraag aan JHWH kon worden gesteld. Ze konden een vraag met ja of nee beantwoorden, maar ze konden ook zwijgen. Hoe dit in zijn werk ging, wordt niet duidelijk uit de Hebreeuwse Bijbel.

## Herkomst en betekenis van de term
In de Nieuwe Bijbelvertaling worden de Urim en Tummim aangeduid als "orakelstenen" (Exodus 28:30) en "twee orakelstenen" (Leviticus 8:8), maar het woordje "twee" staat niet in de brontekst. De vertaling "lichten en volkomenheden" is mede gebaseerd op de manier waarop de term Urim en Tummim voorkomt in de Masoretische tekst. Andere vertalingen vatten de termen allegorisch op, zoals "openbaring en waarheid", "doctrine en waarheid", bij Luther "licht en recht" of zoals in het wapen van Yale-universiteit hiernaast "licht en waarheid" (Lux et veritas).
Een andere uitleg van de naam is gebaseerd op de afleiding van Tummim (תוּמִים) van de stam ת.ם.ם, t-m-m, die "onschuldig" betekent. Urim (אוּרִים) zou dan zijn afgeleid van אּרּרִים, Arrim, "vervloekingen". Urim en Tummim zou daarom een aanduiding zijn van "vervloekt of onschuldig", in het geval de stenen zouden worden gebruikt om de godheid antwoord te laten geven op de vraag "schuldig of onschuldig?"
Assyrioloog William Muss-Arnolt verbond de enkelvoudige vormen ur en tumm met de Akkadische termen  ūrtu en tamītu, die respectievelijk "orakel" en "bevel" betekenen. Volgens zijn theorie duiden de Hebreeuwse woorden een  pluralis excellentiae aan, een soort pluralis majestatis, die hun verhevenheid uitdrukken, niet een aanduiding dat er meer dan één exemplaar zou zijn. In het verlengde hiervan is de hypothese dat de Urim en Tummim zouden zijn afgeleid van de mythische Kleitablet van het Lot, de kleitablet die Mardoek op zijn borst droeg.

## Vermeldingen in de Hebreeuwse Bijbel
De eerste vermelding van deze raadselachtige voorwerpen is in Exodus 28, waarin de priesterkleding wordt beschreven. Volgens het verhaal krijgt Mozes opdracht een efod te maken en daarop een borstschild te bevestigen met de Urim en de Tummim. Vermoedelijk had JHWH deze voorwerpen volgens de traditie aan Mozes had gegeven, maar daarover wordt in de Hebreeuwse Bijbel of andere antieke teksten niets gezegd. Koning David had de beschikking over de efod met de Urim en de Tummim, zodat hij JHWH veelvuldig om raad kan vragen (1 Samuel 23).
In Ezra 2:63 en Nehemia 7:65 staat geschreven dat alleen een priester bevoegd is de Urim en de Tummim te gebruiken, wat een aanwijzing zou kunnen zijn dat deze voorwerpen na de Babylonische ballingschap nog aanwezig waren, maar het is waarschijnlijker dat de schrijvers vermoedden dat ze nog ergens te vinden waren. Na Nehemia 7 worden de Urim en de Tummim nergens meer vermeld.

## Andere vermeldingen

### Dode Zee-rollen
De Urim en Tummim worden ook genoemd in de Dode Zee-rollen, namelijk in het Boek van Mysteriën en in de Mozes Apocryphon.

### Heiligen der Laatste Dagen
Joseph Smith, stichter van de Kerk van Jezus Christus van de Heiligen der Laatste Dagen (mormonen), zei dat hij "vertalers" gebruikte om het Boek van Mormon te vertalen. Hij beschreef deze vertalers als een stel stenen, die waren vastgemaakt aan een borstplaat op dezelfde manier als brillenglazen samen een bril vormen. Smith verwees later naar deze voorwerpen als de Urim en Tummim, maar dit waren niet de orakelstenen uit de Hebreeuwse Bijbel. Van deze Urim en Tummim beweerde Smith dat hij deze in 1827 tegelijk met de gouden platen waarop het Boek van Mormon was gegraveerd, de zojuist genoemde borstplaat en het zwaard van Laban had ontvangen van een engel die Moroni heette. Hij identificeerde Moroni als een wederopgestane Indiaan, die het Boek van Mormon duizend jaar geleden had geschreven en samengevat. Volgens Smith had Moroni de platen, de borstplaat, de Urim en Tummim en het zwaard van Laban in een stenen kist begraven in een heuvel vlak bij het huis van Smith in Manchester, New York.